# Titularbistum Castellum Tatroportus
Castellum Tatroportus (italienisch Castello di Tatroporto) ist ein Titularbistum der römisch-katholischen Kirche. 
Es geht zurück auf einen früheren Bischofssitz in der gleichnamigen antiken Stadt, die sich in der römischen Provinz Mauretania Caesariensis im heutigen nördlichen Algerien befand.
| Titularbischöfe von Castellum Tatroportus |                                     |                                           |                   |                   |
| Nr.                                       | Name                                | Amt                                       | von               | bis               |
| 1                                         | Pedro Antônio Marchetti Fedalto     | Weihbischof in Curitiba (Brasilien)       | 30. Mai 1966      | 28. Dezember 1970 |
| 2                                         | Valenti Giacomo Lazzeri OFMCap      | Prälat von São José do Grajaú (Brasilien) | 18. Mai 1971      | 26. Mai 1978      |
| 3                                         | Teodoro Luis Arroyo Robelly SDB     | Apostolischer Vikar von Méndez (Ecuador)  | 24. Januar 1981   | 13. Oktober 2000  |
| 4                                         | Joseph Yapo Aké                     | Weihbischof in Abidjan (Elfenbeinküste)   | 15. Mai 2001      | 21. Juli 2006     |
| 5                                         | José Alejandro Castaño Arbeláez OAR | Weihbischof in Cali (Kolumbien)           | 13. November 2006 | 21. Oktober 2010  |
| 6                                         | Rosalvo Cordeiro de Lima            | Weihbischof in Fortaleza (Brasilien)      | 2. Februar 2011   | 7. Oktober 2020   |
| 7                                         | Teodoro Gómez Rivera                | Weihbischof in Tegucigalpa (Honduras)     | 14. November 2020 | 26. Januar 2023   |
| 8                                         | Saulius Bužauskas                   | Weihbischof in Kaunas (Litauen)           | 27. Februar 2023  |                   |